# Лунд, Джон
Джон Лунд (англ. John Lund; 6 февраля 1911 — 10 мая 1992) — американский киноактёр, наиболее известный ролями в фильмах 1940-50-х годов. Свои наиболее значимые роли Лунд сыграл в фильмах «Каждому своё» (1946), «Зарубежный роман» (1948), «Миллионы мисс Тэтлок» (1948), «У ночи тысяча глаз» (1948), «Не её мужчина» (1950), «Брачный сезон» (1951) и «Высшее общество» (1956).

## Биография

### Ранние годы
Джон Лунд родился 6 февраля 1911 года в Рочестере, штат Нью-Йорк, он был одним из семи детей в семье иммигранта из Норвегии, который работал стеклодувом. Беспокойный и проблемный ученик, в 14 лет Джон бросил школу, после чего перепробовал много занятий, в частности, был продавцом содовой, плотником и табельщиком в родном Рочестере. Известная журналистка Хедда Хоппер добавила, он работал помощником плотника, разгружал рефрижераторы, работал на фабрике электротоваров и фабрике по пошиву костюмов, на оптической фирме, был курьером, но нигде не задерживался более чем на три недели.
Актёрская карьера Лунда началась, когда друг уговорил его сыграть роль в местной постановке пьесы «В ожидании Лефти». После нескольких небольших ролей в летнем театре он переехал в Нью-Йорк, надеясь найти работу в рекламном агентстве. Пока он её искал, ему предложили принять участие в промышленном шоу на Всемирной выставке 1939 года в Нью-Йорке. В результате в театрализованном капустнике «Парад железных дорог» Лунд сыграл несколько ролей, включая пьяного старателя, плакальщика на похоронах Авраама Линкольна, только что прибывшего шведского иммигранта, индейского вождя, торговца шнурками и ещё троих персонажей.

### Бродвейская карьера
Работа на выставке привела к началу актёрской карьеры, и уже в 1941 году Лунд выступал в бродвейской постановке шекспировской комедии «Как вам это понравится», а также на радио в таких программах, как «Капеллан Джим», «Университетский театр NBC в эфире» и «Театр кинорежиссёров». Год спустя Лунд написал сценарий и тексты песен музыкального ревю «Новые лица 1943 года», которое шло на Бродвее в 1942-43 годах, выдержав 94 представления. Сам Лунд исполнил в ревю несколько ролей, вместе с ним в спектакле сыграла несколько ролей и его будущая жена Мэри. За этими работами последовали музыкальная комедия «Рано в постель» (1943-44, 380 представлений) и военная драма «Горячее сердце» (январь-июнь 1945, 204 представления). Игра в роли Янка в спектакле «Горячее сердце» принесла актёру восторженные отклики критики, и привела к шестилетнему контракту с Paramount Pictures.

### Кинокарьера
В своём первом фильме, мелодраме «Каждому своё» (1946) Лунд сыграл роль лётчика-аса Второй мировой войны, у которого вспыхивает страстный роман с английской девушкой Джозефин (Оливия де Хэвиленд). Лётчик гибнет на фронте, а у Джозефин рождается его внебрачный сын (роль взрослого сына также сыграл Лунд). По словам Берта А. Фолкарта из «Лос-Анджелес Таймс», фильм «получил немало восторженных откликов за разработку темы незаконнорожденных детей в то время, когда внебрачные сексуальные связи редко становились предметом обсуждения, особенно, на экране». За игру в этом фильме де Хэвиланд была удостоена премии Оскар как лучшая актриса, а сценаристы получили номинацию на эту награду. Как написала современный критик кино Маргарита Ландазури, для исполнения «роли сына светлые волосы Лунда перекрашивали в каштановый цвет, и его манера игры для каждого из двух персонажей была совершенно различной». По её словам, «Лунд был хорошим актёром, но он не ещё не привык к законам кино, и потому с трудом справляется с поставленными задачами».
Роль управляющего гастролирующим театром в его втором фильме, биографической драме «Злоключения Полин» (1947) с Бетти Хаттон в главной роли, по словам Хоппер, «не принесла Лунду ни вреда, ни пользы». Зато следующий фильм «Зарубежный роман» (1948), по мнению Хоппер, «в полной мере оправдал возлагавшиеся на Лунда надежды». Действие этой романтической комедии Билли Уайлдера происходит в Берлине, где герой Лунда, капитан армии США, разрывается между бывшей певицей из нацистского кабаре (Марлен Дитрих) и американской конгрессвумен, которая расследует её деятельность (Джин Артур). Несмотря на хороший приём картины, она, по словам Хоппер, не сделала Лунда крупной звездой. Но уже в следующей картине, хитовой комедии «Миллионы мисс Тэтлок» (1948) Лунд, по мнению Хоппер, «превзошёл самого себя», продемонстрировав неожиданные комические способности в роли голливудского каскадёра, который выдаёт себя за эксцентричного родственника, чтобы помочь осаждаемой наследнице (Ванда Хендрикс) противостоять хищническим охотникам за её богатством. Впечатлённая его работами Хоппер выразила мнение, что «после трёх фильмов Джон Лунд — за исключением Берта Ланкастера — стал единственным новым мужским лицом, который сумел пробиться в закрытую корпорацию голливудских звёзд».
Вслед за этими фильмами Лунд сыграл третью подряд главную роль в необычном фильме нуар с элементами фэнтези «У ночи тысяча глаз» (1948). Здесь он предстал в образе жениха главной героини (Гэйл Расселл), который узнаёт о трагическом предсказании ясновидящего (Эдвард Г. Робинсон). По мнению журнала TimeOut, «если не считать вступительного эпизода картины — в котором Лунд спасает Расселл от самоубийства, в остальном эта экранизация великолепного романа Корнелла Вулрича откровенно разочаровала, постоянно выхолащивая его суть и лишая его мрачной одержимости. Если же рассматривать фильм в традиционном плане, то это вполне захватывающий психологический триллер, с прекрасной игрой Робинсона в роли человека, которого преследуют видения будущего».
Год спустя Лунд сыграл в двух комедиях в паре с популярным дуэтом в составе Дина Мартина и Джерри Льюиса — «Моя подруга Ирма» (1949) и «Моя подруга Ирма отправляется на Запад» (1950), выступая в роли друга Ирмы в исполнении Мари Уилсон. Нуаровая мелодрама Митчелла Лейзена «Не её мужчина» (1950), вновь по роману Корнелла Вулрича, построена вокруг беременной героини (Барбара Стэнвик), которую выгнал её любовник. После гибели в катастрофе поезда случайной попутчицы она выдаёт себя за неё, входя в богатую и обеспеченную семью. В этой картине, как отмечает Variety, «Лунд хорошо справляется с ролью человека, который влюбляется в девушку, которая, как он думает, является вдовой его погибшего брата».
Вслед за этим Лунд в паре с Джин Тирни сыграл новобрачных, сталкивающихся с классовыми препятствиями, в эксцентрической комедии Лейзена «Брачный сезон» (1951) (хотя номинацию на Оскар получила Тельма Риттер за роль откровенной матери Лунда). Как позднее вспоминал режиссёр фильма Митчелл Лейзен, «Джин Тирни была необычайно хороша. С Джонни Лундом было всегда легко работать и я восхищался Тельмой Риттер. Они были просто чудесны, и всё было прекрасно до тех пор, пока не наступило время снимать сцены с участием Мириам Хопкинс». Сам Лейзен получил премию Бронзовый медведь на Берлинском кинофестивале в категории «лучшая комедия». В том же году Лунд сыграл ещё в одной комедии «Дорогая, как ты могла!» (1951), на этот раз в паре с Джоан Фонтейн, после чего последовала криминальная мелодрама «Стальной город» (1952) с Энн Шеридан.
Однако в целом после 1952 года карьера Лунда пошла на спад. Он ненадолго подписал контракт с Universal, но был понижен до игры в многочисленных рутинных вестернах, среди них «Укротитель необъезженных лошадей» (1952), «Битва на перевале апачей» (1952), «Женщина, которую почти линчевали» (1953) с участием Брайана Донлеви и Одри Тоттер, «Белое перо» (1955) и «Вождь Безумный конь» (1955). Вскоре он сыграл свою последнюю крупную роль скучного жениха, который уступает Грейс Келли сначала Фрэнку Синатре, а затем Бингу Кросби в картине Metro-Goldwyn-Mayer «Высшее общество» (1956), музыкальном ремейке очень успешного фильма студии 1940 года «Филадельфийская история». После этого Лунд сыграл в военной драме «Боевые станции» (1956) с Уильямом Бендиксом и криминальной комедии «Роман в Рино» (1957), а позднее — в военной комедии «Самый дурацкий корабль в армии» (1960) с Джеком Леммоном в главной роли. Последним фильмом Лунда стала романтическая комедия «Если мужчина отвечает» (1962), где он сыграл богатого отца юной героини в исполнении Сандры Ди, которая влюбляется в фотографа (Бобби Дарин).

### Актёрское амплуа и анализ творчества
Как отмечено в биографии актёра на сайте Turner Classic Movies, Джон Лунд был «здоровым, невозмутимым, голубоглазым парнем нордической наружности». По словам Берта А. Фолкарта из «Лос-Анджелес Таймс», «по-мальчишески красивая внешность позволяла актёру претендовать на главные роли, лучшие из которых выпали на начальный этап его карьеры в 1940-е годы». Как указано в биографии актёра на сайте AllMovie, «начиная со своего дебюта в фильме „Каждому своё“ (1946), Лунд играл главные роли в многочисленных фильмах на протяжении следующих десяти лет». По мнению Фолкарта, более всего Лунда помнят по трём картинам — «Каждому своё» (1946), «Зарубежный роман» (1948) и «Высшее общество» (1956).
Как отметил Уильям Граймс из «Нью-Йорк Таймс», Лунд в качестве исполнителя главных ролей играл с такими звёздами, как Оливия де Хэвиленд, Марлен Дитрих и Грейс Келли, он также играл с Бетти Хаттон, Барбарой Стэнвик, Джин Тирни, Энн Шеридан и Джоан Фонтейн. Однако, по мнению автора биографии актёра на сайте Turner Classic Movies, Лунд «никогда не излучал того магнетизма, который необходим, чтобы завладеть вниманием публики или сравниться со своими пылкими звёздными партнёршами». С середины 1950-х годов, по мнению AllMovie, «Лунд стал получать роли в менее значимых фильмах и второсортные роли, после чего полностью ушёл из кино, став успешным голливудским бизнесменом».

### Завершение карьеры
В 1952 году, когда кинокарьера Лунда стала вянуть и свелась к маленьким ролям во второстепенных фильмах, актёр пошёл работать на радио, где вплоть до 1954 года играл заглавную роль следователя в очень успешном детективном сериале CBS «Искренне Ваш, Джонни Доллар».
С 1950 по 1959 год Лунд работал вице-президентом Гильдии киноактёров, причём последние два года он работал под руководством Рональда Рейгана. В 1963 году Лунд официально ушёл из кино, переехал в собственный дом на голливудских холмах и стал успешным бизнесменом.

## Личная жизнь
С августа 1942 года и вплоть до её смерти в мае 1982 года Лунд был женат на актрисе и модели Мэри Чартон.
10 мая 1992 года Джон Лунд был обнаружен мёртвым в своём доме в Лос-Анджелесе. О причине смерти не сообщалось, хотя известно, что Лунд страдал от проблем с сердцем и в течение нескольких месяцев болел. Ему был 81 год. У Лунда не было детей, среди близких у него осталась сестра.

## Фильмография
| Год  |   | Русское название                 | Оригинальное название         | Роль                                       |
| ---- | - | -------------------------------- | ----------------------------- | ------------------------------------------ |
| 1946 | ф | Каждому своё                     | To Each His Own               | капитан Барт Косгроув/Грегори Пирсон       |
| 1947 | ф | Злоключения Полин                | The Perils of Pauline         | Майкл Фэррингтон                           |
| 1947 | ф | Девушка из варьете               | Variety Girl                  | Джон Лунд                                  |
| 1948 | ф | Зарубежный роман                 | A Foreign Affair              | капитан Джон Принл                         |
| 1948 | ф | У ночи тысяча глаз               | Night Has a Thousand Eyes     | Эллиотт Карсон                             |
| 1948 | ф | Миллионы мисс Татлок             | Miss Tatlock's Millions       | Тим Бёрк, выдающий себя за Шуйлера Тэтлока |
| 1949 | ф | Невеста мести                    | Bride of Vengeance            | Альфонсо Д’Эсте                            |
| 1949 | ф | Моя подруга Ирма                 | My Friend Irma                | Эл                                         |
| 1950 | ф | Не её мужчина                    | No Man of Her Own             | Билл Харкнесс                              |
| 1950 | ф | Моя подруга Ирма едет на Запад   | My Friend Irma Goes West      | Эл                                         |
| 1950 | ф | Герцогиня Айдахо                 | Duchess of Idaho              | Дуглас Дж. Моррисон-младший                |
| 1951 | ф | Брачный сезон                    | The Mating Season             | Вэл Макналти                               |
| 1951 | ф | Дорогая, как ты могла!           | Darling, How Could You!       | доктор Роберт Грей                         |
| 1952 | ф | Укротитель лошадей               | Bronco Buster                 | Том Муди                                   |
| 1952 | ф | Стальной город                   | Steel Town                    | Стив Костейн                               |
| 1952 | ф | Битва на перевале апачей         | The Battle at Apache Pass     | майор Джим Колтон                          |
| 1952 | ф | Прямо через улицу                | Just Across the Street        | Фред Ньюкомб                               |
| 1953 | ф | Женщина, которую почти линчевали | Woman They Almost Lynched     | Лэнс Хортон                                |
| 1953 | ф | Латинские любовники              | Latin Lovers                  | Пол Шеврон                                 |
| 1954 | ф | Белое перо                       | White Feather                 | полковник Линдзи                           |
| 1954 | ф | Пять ружей на запад              | Five Guns West                | Говерн Стёрджес                            |
| 1955 | ф | Вождь Бешеный Конь               | Chief Crazy Horse             | майор Твист                                |
| 1956 | ф | Высшее общество                  | High Society                  | Джордж Киттредж                            |
| 1956 | ф | Происшествие в Дакоте            | Dakota Incident               | Джон Картер                                |
| 1956 | ф | Станции битвы                    | Battle Stations               | отец Джозеф Макинтайр                      |
| 1957 | ф | Роман в Рино                     | Affair in Reno                | Билл Картер                                |
| 1960 | ф | Самый дурацкий корабль в армии   | The Wackiest Ship in the Army | лейтенант-командор Уилбур Ф. Вандеруотер   |
| 1962 | ф | Если мужчина отвечает            | If a Man Answers              | Джон Стейси                                |